# Mea Culpa (película de 2024)
Mea Culpa es una película de thriller estadounidense escrita y dirigida por Tyler Perry. La película está protagonizada por Kelly Rowland como Mea, una abogada penalista, que toma el caso de Zyair (interpretado por Trevante Rhodes), que está acusado de asesinar a su novia. La película también está protagonizada por Sean Sagar, Nick Sagar, RonReaco Lee, Shannon Thornton y Angela Robinson. La película fue estrenada por Netflix el 23 de febrero de 2024.

## Argumento
En Chicago, Mea Harper, una abogada penalista, se enfrenta a conflictos matrimoniales en curso, exacerbados por la infidelidad de su marido Kal y la influencia dominante de su madre Azalia. En medio de estos desafíos, una reunión familiar trae la noticia de que su cuñado, Ray Hawthorne, un ambicioso asistente del fiscal de distrito, está listo para procesar un caso de asesinato de alto perfil contra Zyair Malloy, un carismático artista local. A pesar de la discordia familiar, Mea se intriga cuando Zyair, proclamando su inocencia, se acerca a ella para representarlo, alegando que Ray tiene un rencor personal contra él.
A medida que Mea profundiza en el caso, se encuentra con una maraña de pruebas que parece convincente a primera vista, pero que muestra inconsistencias bajo escrutinio. Zyair, desesperado por limpiar su nombre, insiste en que fue incriminado, insinuando motivos ocultos detrás de los cargos. Complicando las cosas, las interacciones profesionales de Mea con Zyair se desdibujan gradualmente en una conexión personal, desafiando su objetividad y ética profesional. La situación se ve aún más tensa por Kal y Azalia, que se oponen con vehemencia a su participación en el caso, temiendo que el escándalo pueda empañar la reputación de la familia, especialmente mientras Ray se prepara para una alcaldía.
A pesar de estas presiones, el compromiso de Mea de descubrir la verdad se fortalece. Su investigación revela que el caso de la fiscalía depende de pruebas cuestionables, incluyendo un video dudoso e informes forenses que Zyair impugna. Ella comienza a sospechar que el caso contra Zyair puede ser parte de un esquema más grande orquestado por Ray y posiblemente otras figuras políticas, que tienen como objetivo utilizar el caso de alto perfil para impulsar sus carreras.
A medida que Mea avanza, su relación con Kal se deteriora. Las luchas de Kal con el desempleo y el abuso de sustancias vienen a primer plano, revelando las tensiones financieras y emocionales de su matrimonio. Él acusa a Mea de descuidar a su familia por su carrera, mientras que Mea responde por su incapacidad para contribuir y apoyar. Lo que está en juego personal aumenta cuando Mea se entera de que Kal, junto con Azalia, ha estado ocultando información crucial sobre la salud de Azalia para manipularla.
En medio de esta agitación, la búsqueda de justicia de Mea por Zyair la lleva a un territorio peligroso. Se enfrenta a amenazas no solo de fuerzas externas alineadas con la fiscalía, sino también de dentro de su propia familia, que están dispuestas a hacer todo lo posible para proteger sus intereses. Su determinación se ve puesta a prueba a medida que nuevas revelaciones sobre las relaciones pasadas de Zyair y sus interacciones con la víctima salen a la luz, pintando una imagen compleja del artista.
Decidido a ver el caso, Mea organiza una reunión clandestina con un testigo clave que puede abrir el caso de par en par. Esta reunión, sin embargo, termina con revelaciones impactantes que obligan a Mea a reconsiderar en quién puede confiar. Las traiciones llegan a un punto de fondo en una confrontación dramática que expone la profunda corrupción y las venganzas personales que impulsan el caso.

## Reparto
- Kelly Rowland como Mea Harper
- Trevante Rhodes como Zyair Malloy
- Nick Sagar como Raymond "Ray" Harper
- Sean Sagar como Kal Harper
- RonReaco Lee como Jimmy
- Shannon Thornton como Charlise
- Kerry O'Malley como Azalia Harper
- Arianna Barron como Jenna
- Connor Weil como Bobby
- Angela Robinson como Renee

## Producción
En febrero de 2023, se informó de que Kelly Rowland produciría y protagonizaría la película Mea Culpa. escrito, producido y dirigido por Tyler Perry.También fueron elegidos Trevante Rhodes, Sean Sagar, Nick Sagar y RonReaco Lee.El rodaje comenzó el 6 de marzo de 2023, en Atlanta en Tyler Perry Studios,con unos días en Chicago, y terminó el 26 de marzo.

## Lanzamiento
Mea Culpa se estrenó en Paris Theater en Nueva York el 15 de febrero de 2024.Fue lanzado por Netflix el 23 de febrero de 2024.

## Recepción
En el sitio web del agregador de reseñas Rotten Tomatoes, 17 % de las 23 críticas son positivas, con una calificación promedio de 3,3/10. El consenso del sitio web dice: «Ni lo suficientemente campeo como para calificar como un placer culpable ni lo suficientemente emocionante como para aguantar como un thriller, Mea Culpa es una entrada lamentable en la filmografía de Tyler Perry». Metacritic, que utiliza un promedio ponderado, asignó a la película una puntuación de 33 sobre 100, basada en 5 críticos, lo que indica críticas como «generalmente desfavorables».
Lisa Kennedy de The New York Times describe «la película como un thriller deliberadamente humeante y decididamente tonto». El escritor reflejó que Rowland «se compromete con la tarea ingrata de interpretar a una mujer inteligente que se ha vuelto estúpida», mientras que Rhodes «no puede hacer mucho con Zyair, cuyo efecto es más plano que seductor».Murtada Elfadl de Variety escribió que «muchos lo descartarán como shlock y, sin embargo, hay algo admirable en un cineasta que sabe exactamente lo que quiere su audiencia». Incluso si «Rowland y Rhodes no tienen química» y las escenas no muestran «nada parecido a la vida real», Edfadl afirmó que la película «debería funcionar para cualquier persona familiarizada con la obra de Perry».